# Caveira
Caveira is een plaats (freguesia) in de Portugese gemeente Santa Cruz das Flores en telt 78 inwoners (2001).